# كريستيان نيميت
كريستيان نيميت (بالمجرية: Németh Krisztián) (مواليد 5 يناير 1989 في غيور) هو لاعب كرة قدم مجري يلعب مع نيو إنجلاند ريفولوشن الأمريكي كمهاجم. مثّل منتخب المجر لكرة القدم.

## روابط خارجية
- كريستيان نيميت على موقع الاتحاد الدولي (مؤرشف)  (الإنجليزية)
- كريستيان نيميت على موقع الاتحاد الأوربي (الإنجليزية)
- كريستيان نيميت على موقع اتحاد المجر (الهنغارية)
- كريستيان نيميت على موقع الدوري الأمريكي (الإنجليزية)
- كريستيان نيميت على موقع قاعدة بيانات كرة القدم.إي يو (الإنجليزية)
- كريستيان نيميت على موقع ناشيونال فوتبول تيمز (الإنجليزية)
- كريستيان نيميت على موقع Soccerway.com (الإنجليزية)
- كريستيان نيميت على موقع عالم كرة القدم.نت (الإنجليزية)
- كريستيان نيميت على موقع AS.com (الإسبانية)
- ملف كريستيان نيميت